# Emile Ollevier
Emile Ollevier (Lo, 25 augustus 1878 - Nieuwpoort, 8 februari 1954) was een Belgisch kunstschilder.

## Levensloop
Hij studeerde aan de Academies van Brussel en Anderlecht.
Hij kwam in 1922 met zijn gezin in Nieuwpoort wonen nadat hij naast een betrekking greep aan de gemeentelijke academie in Anderlecht. Hij woonde in de Hoogstraat 3. Daar baatte hij om den brode een fotozaak uit.
Als kunstschilder realiseerde hij portretten, stillevens, landschappen, duinengezichten en gezichten op de haven van Nieuwpoort.
In 1926 werd hij aangesteld als leraar aan de tekenschool van Nieuwpoort. Tot zijn leerlingen behoorden Emile Fryns en Robert Borret. 
Hij verzorgde de restauratie van muurschilderijen in de heropgebouwde O.L. Vrouwkerk van Nieuwpoort.

## Tentoonstellingen
- 2009, Nieuwpoort, Bibliotheek

## Verzamelingen
- Stad Nieuwpoort